# Distribución de Cauchy
La distribución Cauchy-Lorentz, llamada en honor a Augustin Cauchy y Hendrik Lorentz, es una distribución de probabilidad continua.  Es conocida como la distribución de Cauchy y en el ámbito de la física se conoce como la distribución de Lorentz, la función Lorentziana o la distribución de Breit-Wigner. Su importancia en la física es dada por ser la solución de la ecuación diferencial que describe la resonancia forzada. En espectroscopia describe la forma de las líneas espectrales que son ampliadas por diversos mecanismos, en particular, el mecanismo de ensanchamiento por colisión.

## Caracterización

### Función de densidad
En estadística la distribución de Cauchy (a veces también distribución de Lorentz) es una distribución de probabilidad continua cuya función de densidad es
{\displaystyle {\begin{aligned}f(x;x_{0},\gamma )&={\frac {1}{\pi \gamma \left[1+\left({\frac {x-x_{0}}{\gamma }}\right)^{2}\right]}}\\[0.5em]&={1 \over \pi }\left[{\gamma  \over (x-x_{0})^{2}+\gamma ^{2}}\right]\end{aligned}}}
donde x0 es el parámetro de corrimiento que específica la ubicación del pico de la distribución, y γ es el parámetro de escala que específica el ancho medio al máximo medio (half-width at half-maximum, HWHM).
En el caso especial donde x0 = 0 y γ = 1 es denominado la distribución estándar Cauchy con la función de densidad de probabilidad
{\displaystyle f(x;0,1)={\frac {1}{\pi (1+x^{2})}}.\!}
En general la distribución de Cauchy no tiene valor esperado ni varianza.
Sean {\displaystyle U} y {\displaystyle V} dos variables aleatorias uniformes dentro -1 y 1 y {\displaystyle U^{2}+V^{2}<1}, entonces el número {\displaystyle U/V} tiene la distribución Cauchy.

### Función de distribución
La función de distribución acumulativa (CDF) es:
{\displaystyle F(x;x_{0},\gamma )={\frac {1}{\pi }}\arctan \left({\frac {x-x_{0}}{\gamma }}\right)+{\frac {1}{2}}}
y la función inversa de distribución acumulativa para la distribución Cauchy es
{\displaystyle F^{-1}(p;x_{0},\gamma )=x_{0}+\gamma \,\tan \left[\pi \,\left(p-{\tfrac {1}{2}}\right)\right].}

## Propiedades
La distribución de Cauchy es un ejemplo de una distribución que no tiene  valor esperado, varianza o momentos definidos. Su moda y su mediana están bien definidas y son ambas iguales a x0.
Cuando U y V son dos variables aleatorias independientes y normalmente distribuidas con un valor esperado = 0 y una varianza = 1,  luego la tasaU/V tiene la distribución estándar de Cauchy.
Sí X1, …, Xn son variables aleatorias, independientes e idénticamente distribuidas, cada una con una distribución Cauchy, luego la  media de la muestra (X1 + … + Xn)/n tiene la misma distribución Cauchy estándar (la media de la muestra, la cual no es afectada por los valores extremos, puede ser usada como medida de la tendencia central). Para comprobar que esto es cierto se calcula la función característica de la media de la muestra:
{\displaystyle \phi _{\overline {X}}(t)=\mathrm {E} \left(e^{i\,{\overline {X}}\,t}\right)\,\!}
donde {\displaystyle {\overline {X}}} es la media de la muestra. Este ejemplo sirve para demostrar que la hipótesis de varianza finita en el teorema del límite central no puede ser depuesta, al igual que la hipótesis de esperanza finita en la ley de los grandes números. Es también un ejemplo de una versión más generalizada del teorema de límite central que es característica de todas las distribuciones asimétricas alpha-estables de Lévy, de las cuales es la distribución de Cauchy un caso especial.
La distribución de Cauchy es una función de distribución infinitamente divisible. Es también una distribución estrictamente estable.
La distribución de Cauchy coincide con la distribución t de Student con un grado de libertad.

### Función Característica
Sea X una variable aleatoria con una distribución Cauchy. Luego la función característica de la distribución Cauchy está bien definida:

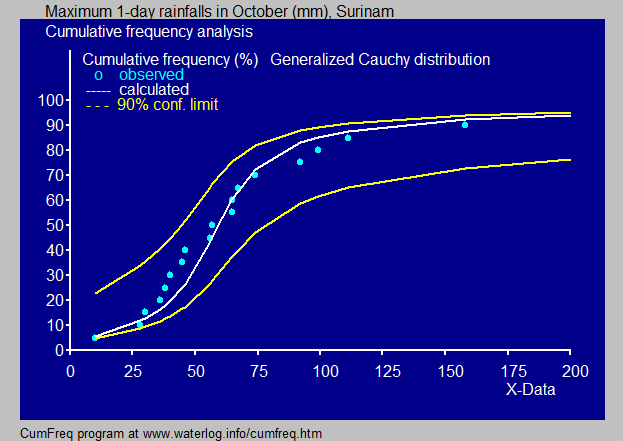
Aplicación de la distribución de probabilidad acumulada de Cauchy a lluvias diárias máximas.

{\displaystyle \phi _{x}(t;x_{0},\gamma )=\mathrm {E} (e^{i\,X\,t})=\exp(i\,x_{0}\,t-\gamma \,|t|).\!}

## Aplicación
- En la hidrología, se utiliza la distribución de Cauchy para analizar variables aleatorias como valores máximos de la precipitación y la descarga de ríos,[2] y además para describir épocas de sequía.[3]

La imagen azul ilustra un ejemplo del ajuste de la distribución de Cauchy a las lluvias máximas diarias ordenadas, mostrando también la franja de 90% de confianza, basada en la distribución binomial. Las observaciones presentan los marcadores de posición, como parte del análisis de frecuencia acumulada.